# Índice de libros prohibidos de la Inquisición española

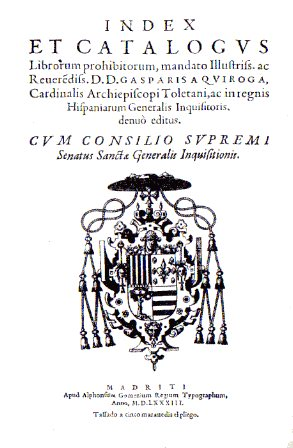
Índice de libros prohibidos de la Inquisición española.Edición de 1583.

El Índice de libros prohibidos de la Inquisición española (en latín, desde 1612, Index Librorum Prohibitorum et Derogatorum) fue la relación de libros establecida por la Inquisición española cuya difusión y lectura estaba prohibida en los territorios de la Monarquía Hispánica. La primera edición data de 1551, trece años antes de la promulgación por el papa del Index Librorum Prohibitorum  -relación de los libros prohibidos que afectaba a todos los católicos. Fue reeditado, corregido y ampliado en 1559, 1583-1584, 1612, 1632, 1640, 1667, 1707, 1747 y 1790. El 29 de mayo de 1819 apareció el último decreto de la Inquisición española al respecto. La última recopilación fue elaborada por el integrista León Carbonero y Sol y se publicó en 1873, junto con los libros prohibidos por los prelados españoles hasta diciembre de 1872.

## Orígenes
Desde su fundación en 1478, la Inquisición española mostró gran interés por los libros que podían inducir a la herejía a los creyentes. Así cuando encontraban en poder de judeoconversos el Talmud u otros libros hebreos los confiscaban y los destruían. Lo mismo hicieron los inquisidores con los libros de astrología y magia, de los que hacia 1490 hubo una quema de gran cantidad de ellos procedentes de la Universidad de Salamanca. Sin embargo, el control de los libros impresos en la Corona de Castilla  -y de los importados de otros estados- correspondía a las autoridades civiles, según lo dispuesto en la pragmática de 8 de julio de 1502 promulgada por los Reyes Católicos, y que sería ratificada y ampliada por la pragmática de 1558 de Felipe II. Así pues, la Inquisición sólo actuaba después de que el libro fuera publicado.
La pragmática de 1502, inspirada en la bula Inter multiplices (1501) del papa Alejandro VI que otorgaba a tres arzobispos alemanes la potestad de ejercer la censura previa en sus respectivas diócesis, establecía que en la Corona de Castilla ningún libro podría imprimirse si no obtenía la licencia real que era otorgada por las Chancillerías de Ciudad Real –trasladada más tarde a Granada- y de Valladolid y por los arzobispos de Toledo, Sevilla y Granada –y los obispos de Burgos y Salamanca-. En 1554 esta prerrogativa se reservó al Consejo de Castilla.
En 1515 el papa León X establece la censura previa para toda la Cristiandad latina, siguiendo lo acordado en el V Concilio de Letrán que dictó la prohibición de imprimir libros sin la autorización del obispo. Estas órdenes son aplicadas especialmente cuando se produce la ruptura de la Cristiandad occidental con motivo de la difusión de la Reforma protestante que hallará en la imprenta un formidable aliado.  Así en 1523 Carlos V prohíbe la difusión de las obras de Martin Lutero en todos sus dominios, incluida la Monarquía Hispánica y el Imperio Germánico, lo que será ratificado al año siguiente para todo el orbe católico por el papa Clemente VII.

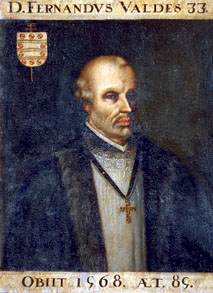
El inquisidor general Fernando de Valdés y Salas fue el responsable de la primera y la segunda edición (1551 y 1559, respectivamente) del Índice de libros prohibidos de la Inquisición española.

En este contexto de crisis religiosa –y política- algunas autoridades e instituciones "católicas" –fieles a la ortodoxia romana y papal frente los protestantes, partidarios de las ideas de Lutero y de otros reformadores- confeccionan listas o "índices" de libros prohibidos por ser considerados "heréticos". El primer "índice" lo ordena el rey de Inglaterra Enrique VIII y es publicado en 1529 –antes de su ruptura con Roma-. Carlos V encarga esta tarea a la Universidad de Lovaina que hace pública su lista de libros prohibidos en 1546 –en 1542 había publicado su "índice" la Sorbona de París-. En 1551 la Inquisición española adopta como propio el índice de Lovaina, y lo edita, con un apéndice dedicado a los libros escritos en castellano, naciendo así el primer Index Librorum Prohibitorum de la Inquisición española. En este primer Índice se prohibió la obra completa de dieciséis autores, la mayoría de ellos los líderes de la Reforma. Tres años después el inquisidor general Valdés añadió una lista de 56 ediciones de Biblias y Nuevos Testamentos, la mayoría de ellas impresas en París y en Lyon, ya que contenían traducciones o comentarios que podían inducir a la herejía.

La Inquisición… ordenó a sus tribunales… que recogieran todos los ejemplares que fueran hallados. El resultado fue asombroso: sólo en Sevilla, los inquisidores reunieron 450 volúmenes; en Zaragoza el tribunal confiscó 218 Biblias sin licencia, la mayoría de las cuales habían sido impresas en Lyon; en Valencia se localizaron al menos 20 Biblias, carentes de licencia; en Salamanca se encontró un buen número también.

Kamen (2011, p. 109)

En 1558 la Inquisición descubre en Sevilla y en Valladolid dos núcleos importantes de luteranos, lo que causa una honda conmoción, especialmente en la corte y en la Iglesia. Como en ese momento el rey Felipe II se encuentra en los Países Bajos, la regente doña Juana, hermana del rey, toma la decisión de promulgar la Pragmática de 1558 —que contará con la total aprobación del monarca— por la que se establece un riguroso sistema de censura previa de los libros, prohibiéndose además la importación de libros escritos en castellano, y aplicándose la pena de muerte y la confiscación de bienes a los que incumplieran lo dispuesto en ella. Esta orden fue completada con la pragmática de 22 de noviembre de 1559, promulgada por Felipe II nada más volver de Bruselas, por la que prohibía que sus súbditos castellanos pudieran estudiar o enseñar en las universidades de fuera, excepto en las de Bolonia y Roma –que eran las más frecuentados por los castellanos que estudiaban en el extranjero-, Nápoles, Catania y Coímbra. En 1568 la prohibición se extendió a la Corona de Aragón, aunque "las fronteras nunca llegaron a cerrarse del todo, y mucho menos con Francia", afirma Henry Kamen. "El viejo ideal de una república de las letras de ámbito internacional comenzó a desmoronarse entre los humanistas y los universitarios. Mientras había existido una única fe en Europa, los intelectuales habían podido viajar atravesando libremente las fronteras; después tenderían a permanecer en los límites nacionales".
Al mismo tiempo el rey ordenó a la Inquisición que elaborara un nuevo Índice de libros prohibidos a la mayor brevedad. El inquisidor general Fernando de Valdés, con la colaboración de su colega dominico y amigo Melchor Cano, cumplió con el encargo y en el verano de 1559 se publicó la lista con alrededor de 700 libros. Esta fue la segunda edición del Índice, pero en realidad fue la primera que no fue una simple copia de otras listas, como había ocurrido con el Índice de 1551 que prácticamente se había limitado a reproducir el de la universidad de Lovaina de 1546. En 1564 el papa Pío IV promulgaba el Index Librorum Prohibitorum, pero en la Monarquía Hispánica el que se aplicará será el de la Inquisición española.

## Las diversas ediciones del Índice

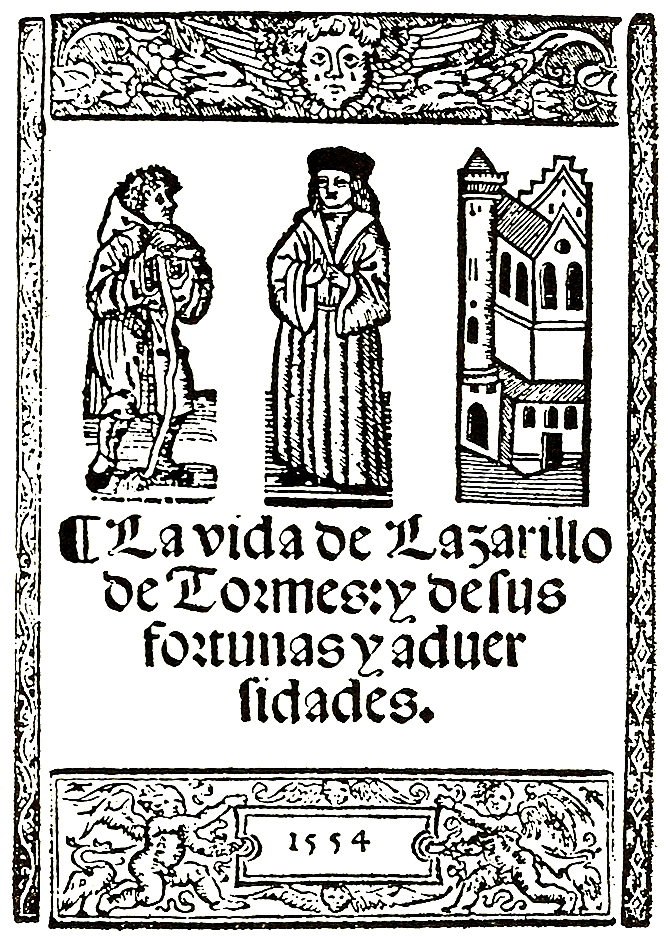
El Lazarillo de Tormes, edición de Juan de Junta (Burgos, 1554). Fue prohibido por el Índice en su edición de 1559. Más tarde pudo volver a ser publicado después de expurgar determinados pasajes.

El Índice de 1559 contenía 700 libros prohibidos, pero dos tercios de los mismos estaban escritos en latín y en su inmensa mayoría no habían sido editados en la Monarquía Hispánica, lo que demostraría, según Henry Kamen, que «el objetivo principal del Índice era mantener fuera de España libros que, en su mayor parte, nunca habían entrado en el país». En cuanto a los libros escritos en castellano, destacaba la prohibición de catorce libros de Erasmo de Róterdam, lo que levantó las protestas de algunos sectores eclesiásticos –en el Índice de 1612 fue incluida su obra completa y Erasmo pasó a la categoría de los auctores damanti- y la de 19 obras literarias, de Gil Vicente, Hernando de Talavera, Bartolomé Torres Naharro, Juan del Encina y Jorge de Montemayor, además de El Lazarillo de Tormes y el Cancionero general. Además se prohibieron varias obras de carácter piadoso como Audi, Filia de Juan de Ávila, el Libro de la oración de fray Luis de Granada y Las obras del cristiano del jesuita Francisco de Borja –quien temiendo ser procesado por la Inquisición se refugió en Roma y nunca regresó a España-. También fueron prohibidos los Ejercicios espirituales del fundador de la Compañía de Jesús, Ignacio de Loyola. Según Henry Kamen, la proscripción de las obras piadosas respondía al temor de los inquisidores al resurgimiento del movimiento de los alumbrados y a su posible relación con el luteranismo. En la lista también aparece el Diálogo de Mercurio y Carón de Alfonso de Valdés, lo que se entiende perfectamente, según Joseph Pérez, ya que «se trataba de un ataque feroz contra la Iglesia y de una defensa ferviente del cristianismo espiritual».

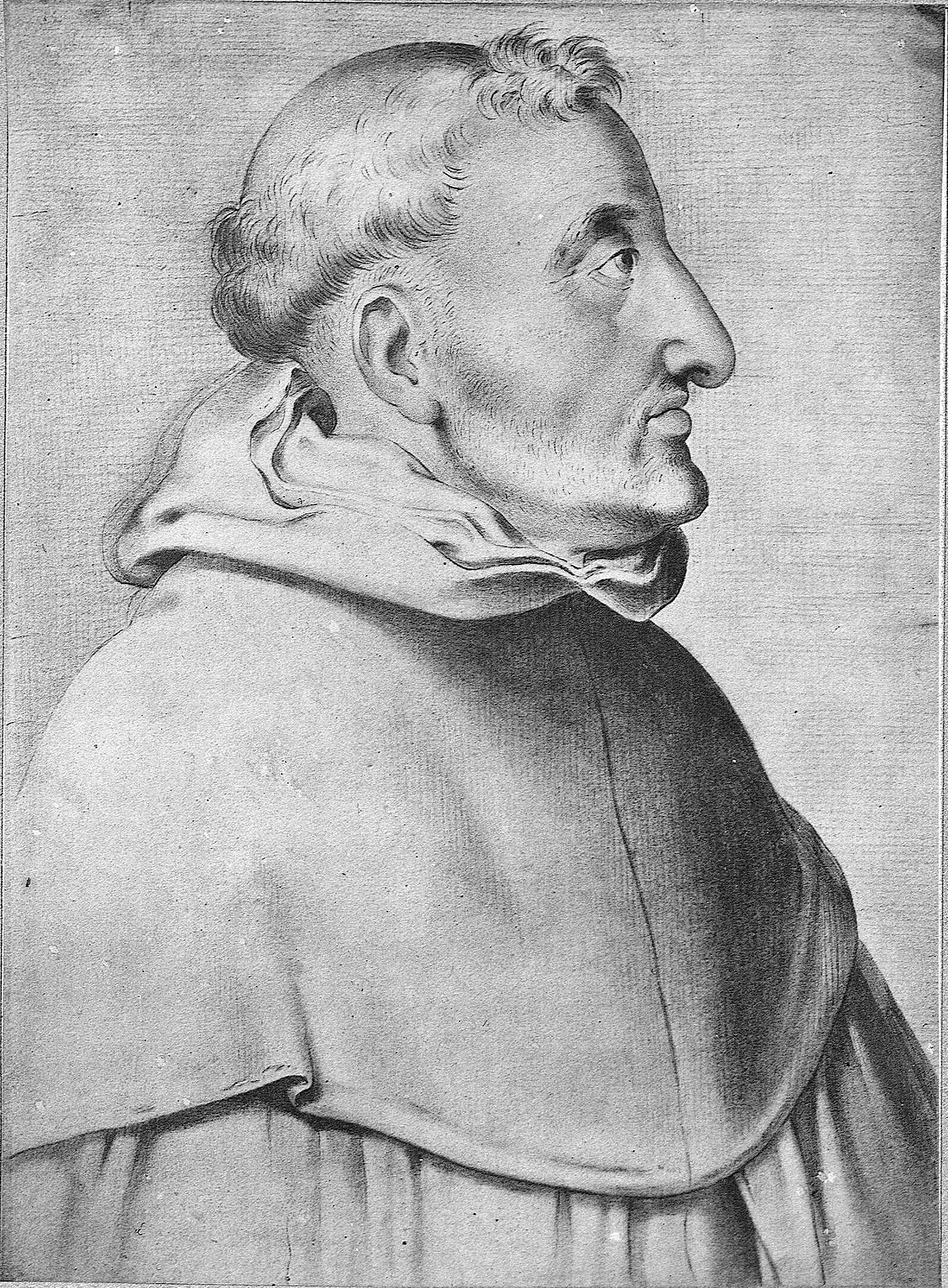
Fray Luis de Granada, cuyo Libro de oración fue puesto en el Índice. Fray Luis de Granada protestó y consiguió que fuera aprobado por el Concilio de Trento y por el papa pero esto no le sirvió de nada, por lo que se vio obligado a introducir correcciones al texto para que circulara libremente.

En el preámbulo del Índice aparecen los criterios que se han seguido para prohibir los libros, que se volverán a encontrar con correcciones y añadidos en las ediciones posteriores: los libros condenados por los papas o los concilios anteriores a 1515; los libros escritos por herejes, o por judíos o musulmanes cuyo objetivo sea atacar al catolicismo; las traducciones de la Biblia en lengua vulgar; "las disputas y las controversias de carácter religioso entre católicos y herejes, así como las refutaciones de Mahoma en lengua vulgar" porque pueden dar una idea de las creencias de los infieles; los libros de ciencias ocultas o de astrología predictiva; los libros que utilizan la Biblia con fines profanos o los poemas que la interpretan de forma irrespetuosa o contraria a las enseñanzas de la Iglesia; las interpretaciones irrespetuosas de los santos o de los miembros de la jerarquía eclesiástica; los que contengan tesis contrarias a las sostenidas por la Iglesia. A continuación se precisaba que la prohibición de determinados libros se debía a que "no era bueno leerlos en lengua vulgar" o "porque el contenido está hecho de cosas vanas, inútiles, apócrifas y supersticiosas".
Los ejemplares de los libros "heréticos" fueron quemados en público siguiendo una orden de marzo de 1552, que contaba con precedentes en la historia de la Inquisición española: la quema de libros judíos en Toledo en mayo de 1490, ordenada por el inquisidor general Torquemada; y la de libros árabes encontrados en Granada de octubre de 1501, por mandato del cardenal Cisneros. Al parecer la primera quema de libros del Índice tuvo lugar en una ceremonia celebrada en Valladolid en enero de 1558, en la que ardieron 27 libros. "Una enorme cantidad de obras fue así destruida". En 1559 un inquisidor de Barcelona informaba que "por siete o ocho vezes hemos quemado aquí en casa montones de libros". Sin embargo, desde finales del siglo XVI los libros incautados en los registros de librerías, bibliotecas o barcos llegados desde el exterior, eran enviados a la sede de los tribunales donde eran almacenados, y a veces a la biblioteca de El Escorial –en 1639 se informó que poseía 932 libros prohibidos-. La mayor parte de estos libros se perdieron, "de manera que de algunas obras condenadas por la Inquisición no queda rastro", afirma Kamen. Pero esto no quiere decir que la quema de libros desapareciera completamente. En Toledo por orden del Consejo de la Suprema Inquisición ardieron en la hoguera el 29 de junio de 1634 muchos libros y documentos.
Hacia 1569 el rey Felipe II encargó al eminente hebraísta Benito Arias Montano que elaborara un Índice expurgatorio, para evitar que los libros fueran prohibidos completamente, aunque contuvieran pasajes perfectamente ortodoxos. Montano acabó su encargo en 1571. En el nuevo Índice expurgatorio se señalaban las frases, los párrafos o las páginas que contenían ideas sospechosas de ser heréticas, que serían suprimidas o tachadas de los libros.

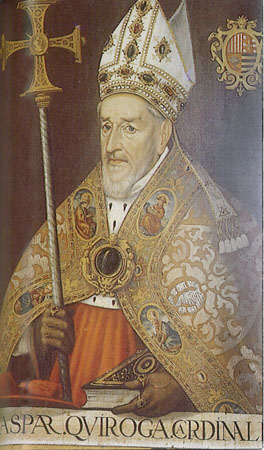
Gaspar de Quiroga y Vela, inquisidor general responsable del Índice de 1583-1584.

Tomando como base el Índice de Montano y el Index Librorum Prohibitorum promulgado por el papa en 1564, se preparó una nueva edición del Índice, bajos los auspicios del inquisidor general Gaspar de Quiroga, en dos gruesos volúmenes publicados en 1583 (el de libros prohibidos) y 1584 (el de libros expurgados) –lo que lo diferenció del Índice papal que sólo incluía libros prohibidos: "en este aspecto, el sistema español era más liberal", según Kamen, porque las obras "podían circular si los pasajes relevantes citados en el Índice [expurgatorio] eran eliminados"-. El aumento del número de libros prohibidos fue impresionante pues se triplicó: incluía 2.315, de los que el 74% estaban escritos en latín; el 8,5% en castellano; y el 17% en otras lenguas. Pero según Kamen esto puede resultar engañoso, ya que lo que se hizo fue añadir la lista del Índice papal –que incluía "la totalidad del mundo intelectual europeo pasado y presente": Rabelais, Pedro Abelardo, Guillermo de Ockam, Savonarola, Jean Bodin, Maquiavelo, Juan Luis Vives, Marsilio de Padua, Ariosto, Dante y Tomás Moro-, pero en cuanto a los libros publicados en la península apenas hubo cambios –sólo se añadieron unos 40 libros al Índice de 1559-. "Una aplastantes mayoría de libros prohibidos eran desconocidos para los españoles, nunca habían penetrado en España y estaban escritos en lenguas que los españoles no eran capaces de leer".

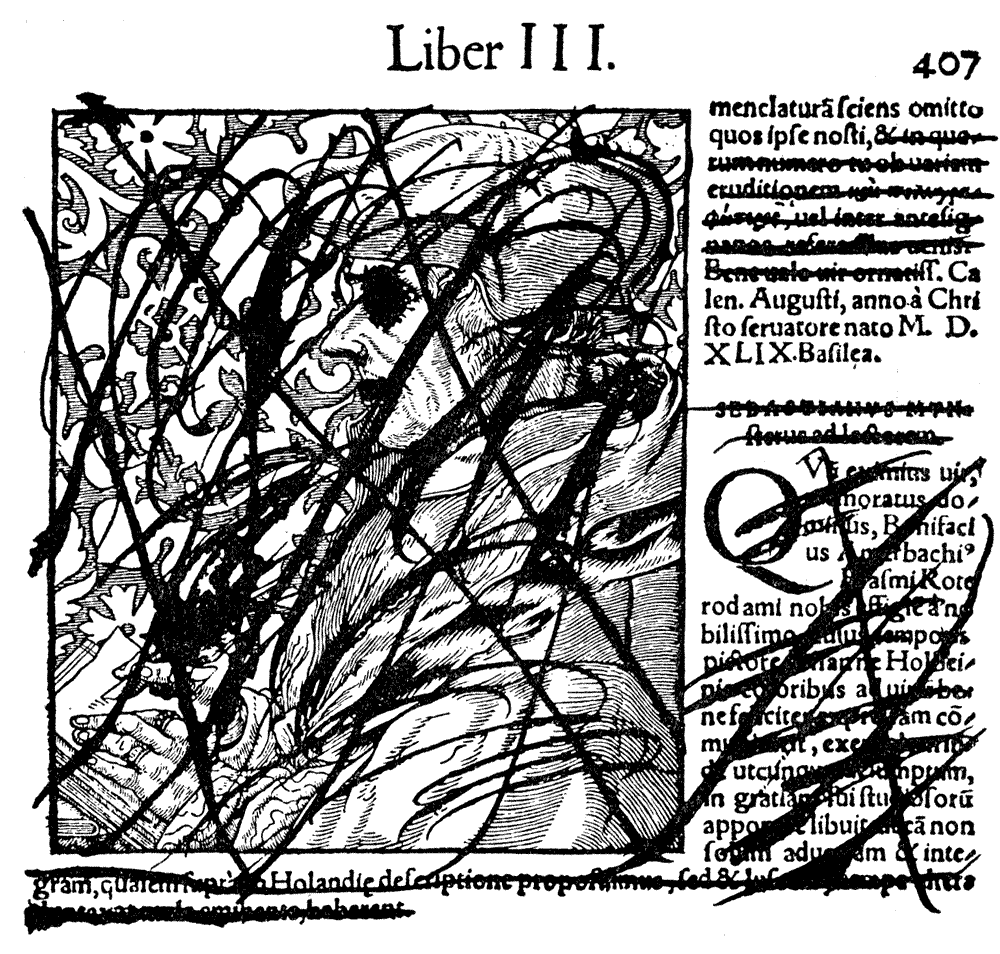
Ejemplo de libro expurgado. Página de un libro de Erasmo que ha sido tachada con tinta, incluido el grabado.

En la justificación se dice que algunos libros, como los de Francisco de Borja, fray Luis de Granada o Juan de Ávila, han sido puestos en el Índice "no porque sus autores se hayan apartado de la Santa Iglesia Romana"

sino porque, o bien se les han atribuido erróneamente, o porque contienen citas de otros autores…, o incluso porque no es conveniente que ciertas tesis sean accesibles en lengua vulgar…: aun cuando los autores en cuestión actúen de buena fe y se mantengan fieles a la santa doctrina, la malicia puede incitar a los enemigos de la fe a interpretarlos en un sentido desviado

En 1605, por iniciativa del Consejo de la Suprema Inquisición se inició una nueva edición del Índice, que tardó siete años en ser completada. El inquisidor general Bernardo de Sandoval y Rojas decidió publicarlo en 1612 en un solo volumen por lo que pasó a llamarse Index Librorum Prohibitorum et Expurgatorum. Las ediciones siguientes fueron la de 1632, por iniciativa del inquisidor general Antonio Zapata y Cisneros, y la de 1640, de Antonio de Sotomayor –en este último se expurgó una frase del capítulo 36 del libro II de El Quijote de Cervantes: las obras de caridad que hazen tibia y flojamente no tienen mérito ni valen nada-.  En la edición de 1632 se prohibieron los libros de Copérnico, con lo que, según Joseph Pérez, "se puso fin a un largo período de apertura científica" –desde 1561 la teoría de Copérnico se venía enseñando sin problemas en la Universidad de Salamanca-. También las obras de Kepler,  pero porque en ellas se hablaba del "hereje" rey de Inglaterra como fidei defensor ('defensor de la fe').
En la página 63 de la edición de 1632 se indica que en el Dioscórides de Andrés Laguna, un libro de Materia medica, debe tacharse la frase «siémbranse con maldiciones las Albahacas y, según Plinio, crecen muy viciosas con ellas» («viciosas» alude aquí a vigorosas). En la misma página se explica que frases como la anterior deben borrarse por encontrarse en lengua vulgar, accesible pues al vulgo, pero que no lo necesitarían si estuvieran en latín o griego. La labor del expurgado de los libros correspondía a los bibliotecarios, que debían ocuparse de ella antes de dejar los libros en manos de los lectores. Los autores contemporáneos a la decisión censora podían elegir omitir ellos mismos en sucesivas ediciones los párrafos censurados. El Index fomentaba así la autocensura.

## La aplicación del Índice y el impacto sobre la literatura y la ciencia
Una primera dificultad para su aplicación era la disponibilidad de ejemplares del propio Índice, pues los libreros se negaban a comprarlos porque decían que el libro era muy caro –además les servía de excusa para seguir vendiendo libros prohibidos. Kamen cita el ejemplo de la Inquisición en Cataluña, que sólo dispuso de ocho ejemplares del Índice de Quiroga de 1583-1584 para todo el Principado. Por otro lado, era muy difícil que la Inquisición pudiera controlar todos los puertos por donde entraban los libros del exterior, a pesar de que periódicamente recibía informes de los embajadores sobre envíos sospechosos, también a causa de la falta de preparación intelectual de muchos inquisidores para advertir qué libros eran heréticos, lo que dio lugar a frecuentes errores que restaron eficacia al control de la importación de libros. Así «inevitablemente, algunos de los títulos prohibidos conseguían ser introducidos en el país», afirma Kamen.
Los inquisidores visitaban las librerías y las bibliotecas en busca de los libros prohibidos, para lo que pedían la colaboración de los obispos y de las universidades, pero eran escasas y espaciadas, y los libreros alegaban ignorancia cuando se encontraban en sus locales libros prohibidos. Por otro lado, expurgar los libros resultaba más costoso que prohibirlos –un censor notificó a la Inquisición que expurgar una biblioteca le había costado cuatro meses con jornadas de ocho horas diarias- y frecuentemente se ocasionaban daños irreparables a los libros, con páginas desgarradas, cortadas o deformadas al eliminar pasajes o grabados tachándolos con tinta.

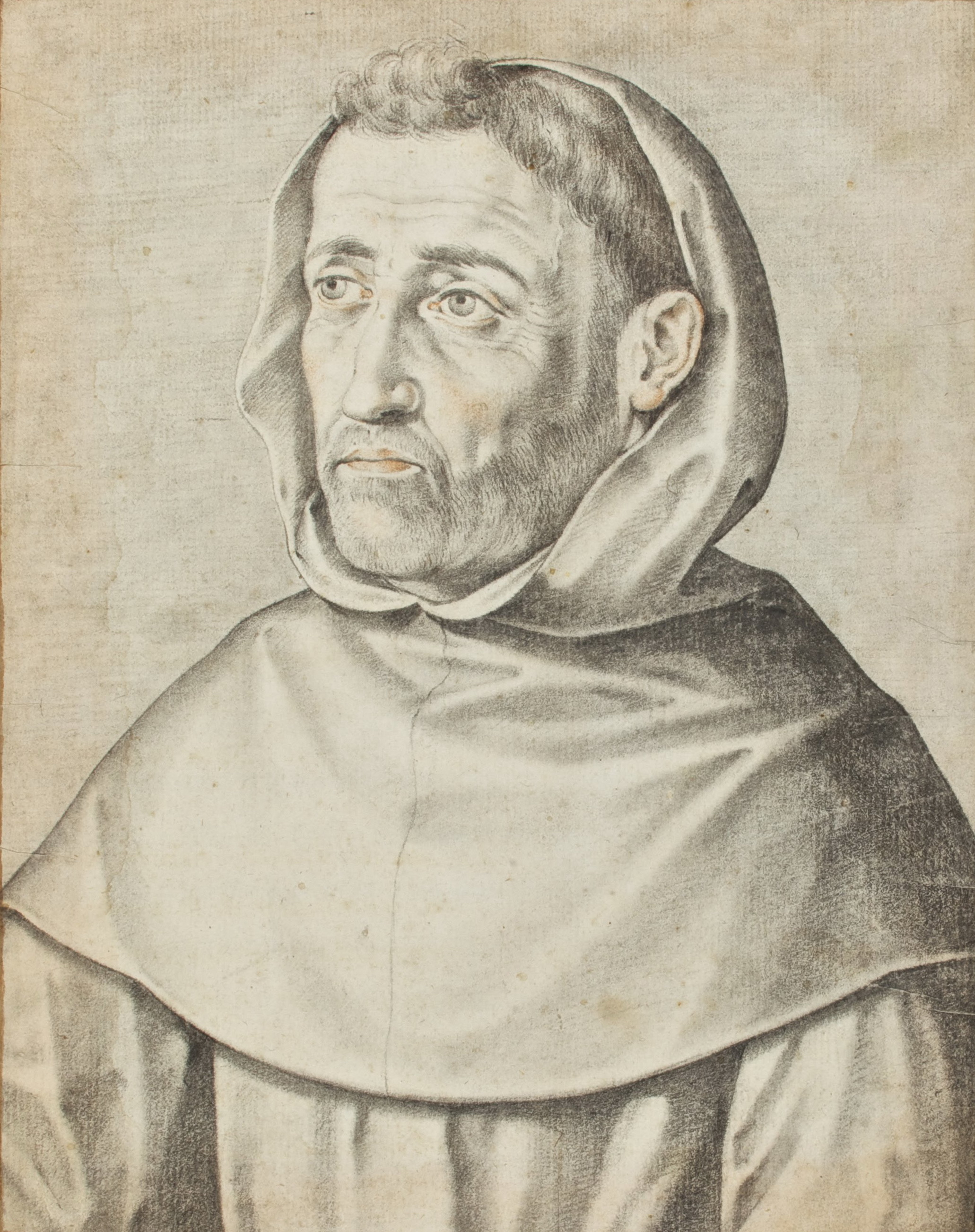
Fray Luis de León, procesado por la Inquisición, permaneció en prisión cuatro años hasta que pudo volver a su cátedra en la Universidad de Salamanca.

Kamen concluye que «ni el Índice ni el sistema de censura crearon una maquinaria adecuada de control» por lo que «el Índice resultó, por varias razones, menos significativo de lo que se ha pensado a menudo. Primero, la mayor parte de los libros prohibidos en él no estaban ni remotamente al alcance de los lectores españoles… Segundo, el Índice era voluminoso, caro, difícil de conseguir en las librerías e inevitablemente imperfecto y obsoleto… En tercer lugar, el Índice tuvo que hacer frente a fuertes críticas por parte de los libreros y de aquellos que tenían la impresión de que sus criterios estaban equivocados. Finalmente, el grueso de la literatura de creación y los libros científicos a los que los españoles tenían acceso no fueron incluidos en el Índice». A estas cuatro razones, Kamen añade una quinta: «los que realmente querían obtener los libros que habían sido prohibidos pero que revestían un interés especial –por ser de astrología, medicina o de contenido erudito- tenían que hacer frente a pocos obstáculos: traían los libros en persona, o bien a través de canales comerciales, o pedían a amigos en el extranjero que se los enviaran. La completa libertad de movimientos existente entre la península por un lado y Francia e Italia por el otro garantizaban la circulación sin trabas de gente, libros y –en un escalón más allá- ideas». Kamen concluye: «La imagen de una nación hundida en la inercia y la superstición debido a la Inquisición fue parte de la mitología creada alrededor del tribunal». Sin embargo, reconoce que «a partir de mediados del siglo XVII los intelectuales españoles comenzaron a ver en el Santo Oficio el gran obstáculo para el saber. Las quejas del joven médico Juan de Cabriada en 1687 se hacen eco de este punto de vista de su generación: "Que es lastimosa y aun vergonzosa cosa que, como si fuéramos indios, hayamos de ser los últimos en recibir las noticias y luces públicas que ya están esparcidas por Europa".»
Una visión más negativa del impacto de la Inquisición sobre la vida intelectual española es la que ofrece Joseph Pérez. Este hispanista francés, aunque reconoce que «las publicaciones extranjeras nunca dejaron de penetrar en España», afirma que «al prevenir a los fieles en contra de ciertas lecturas peligrosas, se acabó inculcando la desconfianza ante cualquier lectura» y, sobre todo, que la Inquisición «representó un obstáculo importante para el ejercicio del libre examen y del espíritu crítico» ya que «mucho más que la ciencia y la literatura, el humanismo fue el blanco de las sospechas y de la hostilidad de los inquisidores», porque según ellos "el espíritu crítico conduce a la herejía». Pérez pone de ejemplo a Fray Antonio de Arce, uno de los jueces del proceso que la Inquisición instruyó contra Fray Luis de León a causa del cual pasó cuatro años en la cárcel, que se jactaba de no saber ni griego, ni hebreo y que afirmaba que los humanistas eran unos seres insolentes y mordaces. «Así fue como se acabó esterilizando la investigación y el pensamiento en la España inquisitorial», concluye Pérez.  Sin embargo, Pérez afirma que la responsabilidad de la Inquisición respecto del atraso científico español en el siglo XVII fue limitada, ya que él lo atribuye «al hecho de haber descuidado la investigación básica en beneficio casi exclusivo de la investigación aplicada»,  –por ejemplo, «¿cómo perfeccionar los instrumentos náuticos que permitirían calcular mejor la longitud y la latitud?»-.